# Шурале (балет)
«Шурале́» («Лесная сказка», «Али́-Батыр») — балет в 3 актах Фарида Яруллина. Либретто Ахмета Файзи и Леонида Якобсона по мотивам одноимённой поэмы Габдуллы Тукая, основанной на татарском фольклоре.

## История создания

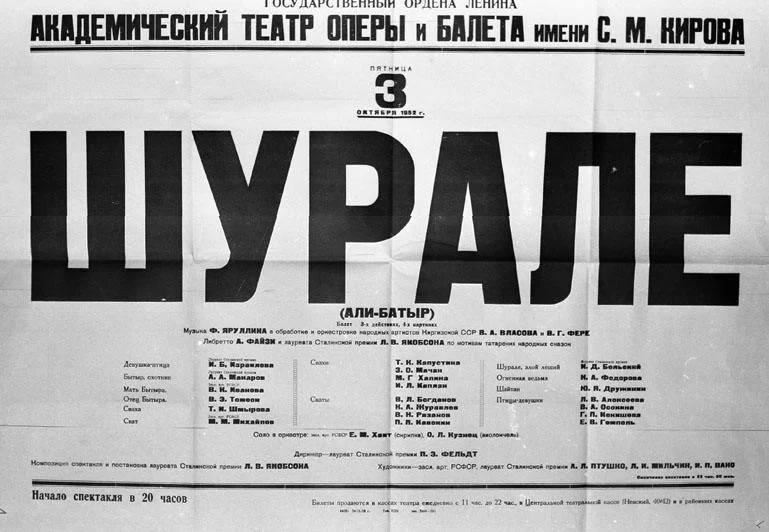
Афиша спектакля. Ленинградский театр оперы и балета, 1955 год

30 августа 1940 года был издан указ о проведении в Москве декады татарской литературы и искусства в августе 1941 года. Для подобного ответственного смотра был необходим национальный балет. (Кстати, Татарский национальный оперный театр открылся лишь 17 июня 1939 года). Привлекли к работе специалистов — главным балетмейстером декады назначили Петра Гусева, а он пригласил для постановки первого татарского балета Леонида Якобсона.
К счастью, в портфеле театра уже лежали готовое либретто и партитура балета под названием «Шурале», их принесли в театр в начале 1940 года писатель Ахмет Файзи и молодой композитор Фарид Яруллин. И если музыка будущего балета в целом устраивала балетмейстера, то либретто показалось ему слишком размытым и перенасыщенным литературными персонажами — неопытный либреттист свёл воедино героев восьми произведений классика татарской литературы Габдуллы Тукая. В феврале 1941 года Якобсон закончил новый вариант либретто и композитор приступил к доработке авторского клавира, которую завершил в июне.
3 июля 1941 года в Казани состоялась генеральная репетиция нового балета. Балетная труппа Татарского театра оперы и балета была усилена танцовщиками труппы «Остров танца» и солистами Ленинградского театра оперы и балета имени С. М. Кирова. Партию Сюимбике исполняла Найма Балтачеева, Али-Батыра — Абдрахман Кумысников, Шурале — Габдул-Бари Ахтямов. Оформил спектакль художник Е. М. Мандельберг, дирижёр —И. В. Аухадеев. Ни о премьере, ни о поездке в Москву речь уже не шла — война перечеркнула все планы. Татарский театр оперы и балета вернулся к «Шурале» в 1945 году. Ф. В. Витачек, преподававший оркестровку и чтение партитур в Институте имени Гнесиных, инструментовал партитуру, балетмейстер Гай Тагиров сочинил новое либретто. А композитор Фарид Яруллин, призванный в армию, погиб в 1943.
В послевоенные годы по заказу Ленинградского театра оперы и балета имени С. М. Кирова композиторы Валентин Власов и Владимир Фере сделали новую оркестровую редакцию балета, не ограничиваясь технической доработкой, а внеся в музыку существенные изменения. Балет приобрёл более героические черты. Ленинградский вариант балета, осуществлённый Леонидом Якобсоном в 1950 году получил новое название — «Али-Батыр». Именно с этим названием спектакль получил Сталинскую премию. А в 1958 году Фариду Яруллину за балет «Шурале» была посмертно присуждена Государственная премия Татарстана имени Г. Тукая.

## Действующие лица
- Сюимбике, девушка-птица
- Али-Батыр, охотник
- Мать Батыра
- Отец Батыра
- Главная сваха
- Главный сват
- Шурале, злой леший
- Огненная ведьма
- Шайтан
- Духи и джинны
- Птицы-девушки, свахи, сваты

Действие происходит в Татарии в сказочные времена.

## Сценическая жизнь

### Татарский театр оперы и балета
12 марта 1945 года — премьера
Либретто Гая Тагирова, балетмейстеры-постановщики Леонид Жуков и Гай Тагиров, художник-постановщик П. Г. Сперанский, дирижёр-постановщик И. В. Аухадеев
Действующие лица
- Сюимбике — Анна Гацулина
- Али-Батыр — Габдул-Бари Ахтямов
- Шурале — В. Романюк
- Таз — Гай Тагиров

1952 год — новая постановка, балетмейстер-постановщик Я. Е. Брунак, дирижёр-постановщик Х. В. Файзуллин; Али-Батыр — А. Ф. Нарыков, Шурале — С. З. Хайруллин
1957 год — новая постановка, балетмейстеры-постановщики Л. А. Бордзиловская и Ш. Б. Байдавлетов
1970 год — новая постановка, балетмейстер-постановщик Леонид Якобсон
1986 год — возобновление, балетмейстер-постановщик Константин Рассадин (по Якобсону)
2000 год — возобновление, хореография Леонида Якобсона, редакция Владимира Яковлева), художник-постановщик Андрей Кноблок

### Ленинградский театр оперы и балета имени С. М. Кирова — Мариинский театр
28 мая 1950 года — премьера
2-я редакция — балет в 3 актах 4 картинах под названием «Али-Батыр». Новая инструментовка и редакция музыки В. А. Власова и В. Г. Фере, балетмейстер-постановщик Леонид Якобсон, художники-постановщики Александр Птушко, Лев Мильчин, Иван Иванов-Вано, дирижёр-постановщик Павел Фельдт
Действующие лица
- Сюимбике — Наталия Дудинская, (затем Алла Шелест, Инна Зубковская, Ольга Моисеева)
- Али-Батыр — Аскольд Макаров, (затем Константин Сергеев, Борис Брегвадзе)
- Шурале — Игорь Бельский, (затем Роберт Гербек, Константин Рассадин, Юрий Григорович)
- Главная сваха — А. Н. Блатова

1971 год — возобновление под названием «Шурале», балетмейстер-постановщик Леонид Якобсон. Экранизирован в 1980 году под названием «Лесная сказка»
28 июня 2009 год — капитальное возобновление
Действующие лица
- Сюимбике — Евгения Образцова, (затем Ирина Голуб, Елена Евсеева, Мария Ширинкина)
- Али-Батыр — Денис Матвиенко, (затем Михаил Лобухин, Юрий Смекалов, Андрей Ермаков, Алексей Тимофеев)
- Шурале — Александр Сергеев, (затем Антон Пимонов, Игорь Колб)
- Главная сваха — Елена Баженова, (затем Екатерина Михайловцева)
- Главный сват — Владимир Пономарев
- Огненная ведьма — Юлия Сливкина, (затем Александра Иосифиди)
- Шайтан — Карэн Иоаннисян, (затем Юрий Смекалов)

### Большой театр
29 января 1955 года — премьера на сцене Филиала
Балетмейстер-постановщик Леонид Якобсон, художник-постановщик Лев Мильчин, дирижёр-постановщик Газиз Дугашев
Действующие лица
- Сюимбике — Майя Плисецкая, (затем Марина Кондратьева, Людмила Богомолова)
- Батыр — Юрий Кондратов, (затем Леонид Жданов)
- Шурале — Владимир Левашёв, (затем Владимир Мешковский)
- Огненная ведьма — Ядвига Сангович, (затем Евгения Фарманянц, Елена Ванке, Фаина Ефремова)
- Шайтан — Николай Симачёв, (затем Эсфандьяр Кашани, Ярослав Сех, Глеб Евдокимов)
- Шуралёнок (исполняли учащиеся МХУ) — К. Тагунов, (затем Алексей Закалинский)

Спектакль прошёл 35 раз, последнее представление 12 декабря 1958 года
22 декабря 1960 год — возобновление на сцене Филиала
Дирижёр-постановщик Марк Эрмлер
Действующие лица
- Сюимбике — Марина Кондратьева, (затем Людмила Богомолова)
- Батыр — Владимир Васильев
- Шурале — Владимир Левашёв
- Огненная ведьма — Фаина Ефремова, (затем Эльмира Костерина)
- Шайтан — Эсфандьяр Кашани, (затем Николай Симачёв)
- Шуралёнок (исполняли учащиеся МХУ) — Василий Ворохобко, (затем А. Аристов)

Спектакль прошёл 8 раз, последнее представление 1 октября 1961 года

### Постановки в других театрах
1952 — Одесский театр оперы и балета, балетмейстер-постановщик Вахтанг Вронский
1952 — Рижский театр оперы и балета, балетмейстер-постановщик Евгений Чанга
1952 — Саратовский театр оперы и балета, балетмейстер-постановщик В. Т. Адашевский
31 декабря 1952 — Львовский театр оперы и балета, балетмейстер-постановщик Николай Трегубов, художник-постановщик Ф. Ф. Нирод, дирижёр-постановщик С. М. Арбит
1954 — Театр «Ванемуйне» (Тарту), балетмейстер-постановщик И. А. Урбель
1955 — Ульяновск, балетмейстер-постановщик Я. Е. Брунак
1955 — Бурятский театр оперы и балета, балетмейстер-постановщик М. С. Заславский
1955 — Киевский театр оперы и балета, балетмейстер-постановщик Вахтанг Вронский
1956 — Казахский театр оперы и балета имени Абая, балетмейстер-постановщик Д. Т. Абиров, художник-постановщик Молдабеков А.
1956 — Узбекский театр оперы и балета, балетмейстер-постановщик Т. Г. Литвинова
1957 — Горьковский театр оперы и балета, балетмейстер-постановщик Отар Дадишкилиани
26 марта 1959 — Челябинский театр оперы и балета, балетмейстер-постановщик Отар Дадишкилиани, художник-постановщик А. Б. Дулевский, дирижёр-постановщик С. М. Арбит
1961 — Литовский театр оперы и балета, балетмейстер-постановщик Ю. М. Гудявичюс
1968 — Новосибирский театр оперы и балета, балетмейстер-постановщик Игорь Есаулов, Сюимбике — Флора Кайдани
1969 — Башкирский театр оперы и балета, балетмейстер-постановщик Ф. М. Саттаров
10 ноября 1973 — Львовский театр оперы и балета, балетмейстер-постановщик М. С. Заславский, художник-постановщик Я. Ф. Нирод, дирижёр-постановщик С. М. Арбит
1985 — Труппа «Хореографические миниатюры» — сцены из балета «Шурале» в 1 акте, хореография Леонида Якобсона

## Экранизация
В 1980 году на студии «Лентелефильм» по спектаклю Якобсона был снят фильм-балет «Лесная сказка». Режиссёр-постановщик — Олег Рябоконь, оператор — Игорь Наумов, художники Лариса Луконина и Вера Зелинская. В ролях: Татьяна Бережная (Сюимбике), Вадим Бударин (Али-Батыр), Николай Остальцов (Шурале), Н. Звонарева (Сваха), Б. Клёмин (Сват), Алиса Строгая (Огненная ведьма), Армен Мирзоян (Шайтан), артисты балета и оркестр Ленинградского театра оперы и балета, дирижёр — Виктор Федотов, балетмейстеры-репетиторы: Нинель Кургапкина и Александр Шавров. В фильме звучат стихи татарских поэтов Габдуллы Тукая, Мусы Джалиля, Наби Давли, Ахмеда Файзи, Ахмеди Ерикеева. (чтец — Николай Мартон).